# Heinz Spitzner
Heinz Max Georg Spitzner (* 30. Oktober 1916 in Berlin-Schöneberg; † 14. September 1992 in Kleinmachnow bei Berlin) war ein deutscher Schauspieler.

## Leben
Spitzner besuchte 1939 die Schauspielschule von Lilly Ackermann und wurde dann zur Wehrmacht eingezogen. Nach Ende des Zweiten Weltkriegs studierte er von 1945 bis 1947 bei Hilde Körber an der Schauspielschule Berlin-Dahlem.
Sein Theaterdebüt hatte er 1947 an der Komödie Dresden in John Boynton Priestleys Gefährliche Kurven. Von 1947 bis 1950 war er in Dresden an der Grand Utilité Komödie und am Volkstheater Dresden engagiert. Danach kehrte er nach Berlin zurück, nahm von 1951 bis 1953 zusätzlichen Schauspielunterricht bei Waltraut Harder und war seit 1951 am Theaterclub im British Centre Berlin engagiert. Es folgte 1953 ein Engagement am Theater in der Nürnberger Straße und 1954 an Boleslaw Barlogs Schlosspark Theater. In den 1960er-Jahren spielte er am Theater am Kurfürstendamm, in den 1970ern am Renaissance-Theater, ab 1980 dann in Hamburg am Ernst-Deutsch-Theater. Sein Hauptfach war die Charakterkomik.
Seit 1948 wirkte Spitzner zudem an Hörspielsendungen mit, zunächst beim Studio Dresden, dann ab 1953 beim NWDR Berlin und schließlich seit 1954 beim RIAS, wo er noch in der zweiten Hälfte der 1980er Jahre in mehreren Hörspielen der Professor-van-Dusen-Serie zu hören war. Seit 1950 war er außerdem als Synchronsprecher tätig.
Hinzu kamen Nebenrollen in zahlreichen Film- und Fernsehproduktionen. So hatte er Auftritte in fünf Filmen der Edgar-Wallace-Reihe, alle unter der Regie von Alfred Vohrer. Spitzner starb am 14. September 1992 in Kleinmachnow.

## Filmografie

### Film
- 1954: König Drosselbart
- 1959: Die Brücke
- 1959: Alt Heidelberg
- 1959: Abschied von den Wolken
- 1960: Die Botschafterin
- 1961: Unter Ausschluß der Öffentlichkeit
- 1961: Die Ehe des Herrn Mississippi
- 1962: Der längste Tag (The Longest Day)
- 1963: Der Zinker
- 1965: Neues vom Hexer
- 1966: Lange Beine – lange Finger
- 1967: Die blaue Hand
- 1967: Der Mönch mit der Peitsche
- 1969: Der Mann mit dem Glasauge
- 1969: Charley’s Onkel
- 1969: Das ausschweifende Leben des Marquis de Sade (De Sade)
- 1971: Unser Willi ist der Beste
- 1976: Jeder stirbt für sich allein

### Fernsehen
- 1955: Das kleine Abc – Ein Quintett, als Scherzo zu spielen
- 1958: Viel Lärm um Nichts
- 1958: Maß für Maß
- 1960: Waldhausstraße 20
- 1961: Biographie eines Schokoladentages
- 1961: Gestatten, mein Name ist Cox
- 1961: Zwischen Montag und Samstag
- 1963: Das Echo
- 1963: Bei uns zu Haus
- 1963: Das Kriminalmuseum: Fünf Fotos
- 1963: Meine Frau Susanne (Serie, Folge: Ein Bein in Gips)
- 1964: Die Schneekönigin
- 1965: Immer und noch ein Tag
- 1967: Der Reichstagsbrandprozess
- 1967: Selbstbedienung
- 1970: Die lieben Kinder
- 1971: Der verliebte Teufel
- 1972–1973: Algebra um Acht
- 1975: Beschlossen und verkündet (Serie, Folge: Vater werden ist nicht schwer)
- 1977: Aus der Chronik der Familie Sawatzki – Preußenkorso 45–48
- 1979: Ein Kapitel für sich

## Synchronrollen (Auswahl)
- 1959: Desmond Llewelyn in Das Mädchen Saphir als Constable
- 1962: Donald Foster in Bonanza (Fernsehserie) als Albert Gibbons
- 1964: Alan Caillou in Wegweiser zum Mord als Dr. Upjohn
- 1966: Patrick Cargill in Die Gräfin von Hongkong als Butler Hudson
- 1968: Richard Wattis in Tschitti Tschitti Bäng Bäng als Sekretär von der Süßigkeitenfabrik
- 1969: Heinz Spitzner in Das ausschweifende Leben des Marquis de Sade als Inspector Marais